# Neopolycystus
Neopolycystus is een geslacht van vliesvleugeligen uit de familie Pteromalidae. De wetenschappelijke naam van dit geslacht is voor het eerst geldig gepubliceerd in 1915 door Girault.

## Soorten
Het geslacht Neopolycystus omvat de volgende soorten:
- Neopolycystus abdominalis (Girault & Dodd, 1915)
- Neopolycystus insectifurax Girault, 1915